# Liste der Bischöfe von Grosseto
Die folgenden Personen waren Bischöfe des Bistums Grosseto (Toskana, Italien):
- Vitellianus (erwähnt 499)
- Balbino (erwähnt 600)
- Theodor (erwähnt 650)
- Valerianus (erwähnt 680)
- Gaudiosus (erwähnt 715)
- Rupert (erwähnt 825)
- Otto (erwähnt 850-861)
- Raduald (erwähnt 967)
- Ranier (erwähnt 1015)
- Crescentius (erwähnt 1036)
- Gerardus (erwähnt 1050)
- Dodo (erwähnt 1060)
- Hildebrand (erwähnt 1101)
- Berardus (erwähnt 1118)
- ? (erwähnt 1121)
- Roland (erwähnt 1133)
- Martino (erwähnt 1174)
- Gualfredo auf Gualtieri (erwähnt 1188)
- Azzo (erwähnt 1210)
- Ermanno (erwähnt 1212–1216)
- Pepo (erwähnt 1216)
- Azio I (1240-...)
- Ugo di Ugurgeri (erwähnt 1262)
- Azio II (1265–1277)
- Bartolomeo da Amelia OFM (1278–...)
- Offreduccio (1291–1295)
- Giovanni I (1296–1305)
- Restauro (1306–1328)
- Filippo Bencivenne OP (1328–1330)
- Angelo da Porta Sole OP (1330–1334)
- Angelo Cerretani (1334–1349)
- Benedetto Cerretani (1349–1383)
- Giacomo Tolomei OFMConv (1384–1390)
- Angelo Malavolti (1390-...)
- Giovanni II (1400)
- Antonio Malavolti (1400–1406)
- Francesco Bellanti (1407–1417)
- Giovanni Pecci (1417–1426) (siehe auch Pecci-Grabplatte)
  - Antonio Kardinal Casini (1427–1439) (Apostolischer Administrator)
  - Giuliano Kardinal Cesarini (1439–1444) (Administrator)
- Memmo Agazzari (1445–1452)
- Giovanni Agazzari (1452–1468)
- Giovanni Pannoccheschi d’Elci (1471–1488)
- Andreoccio Ghinucci (1489–1497)
- Raffaele Kardinal Petrucci (1497–1520) (dann Bischof von Sovana)
- Ferdinando Kardinal Ponzetti (1522–1527)
- Wolfgang Goler (1527)
  - Domenico Giacobazzi (?) (Apostolischer Administrator)
- Marco Antonio Campeggi (1535–1553)
  - Fabio Kardinal Mignanelli (Mai bis Oktober 1553) (Apostolischer Administrator)
- Giacomo Mignanelli (1553–1576)
- Claudio Borghese (1576–1590)
- Clemente Polito (1591–1606)
- Giulio Sansedoni (1606–1611)
- Francesco Piccolomini (1611–1622)
- Girolamo Tantucci (1622–1637)
- Ascanio Turamini (1637–1647)
- Giovanni Battista Gori Pannilini (1649–1662)
- Giovanni Pellei (1664–1664)
- Cesare Ugolini (1665–1699)
- Sebastiano Perissi (1700–1701)
- Giacomo Falconetti OP (1703–1710)
- Bernardino Pecci (1710–1736)
- Antonio Maria Franci (1737–1790)
- Fabrizio Selvi (1793–1835)
- Sedisvakanz (1835-1837)
- Giovanni Domenico Francesco Mensini (1837–1858)
- Sedisvakanz (1858–1867)
- Anselmo Fauli OCarm (1867–1876)
- Giovanni Battista Bagalà Blasini (1876–1884)
- Bernardino Caldajoli (1884–1907)
- Ulisse Carlo Bascherini (1907–1920)
- Gustavo Matteoni (1920–1932) (dann Erzbischof von Siena)
- Paolo Galeazzi (1932–1971)
- Primo Gasbarri (1971–1979)
- Adelmo Tacconi (1979–1991)
- Angelo Scola (1991–1995)
- Giacomo Babini (1996–2001)
- Franco Agostinelli (2001–2012) (dann Bischof von Prato)
- Rodolfo Cetoloni (2013–2021)
- Giovanni Roncari OFMCap (2021–2024)
- Bernardino Giordano (seit 2024)